# 콘스탄티노스 5세

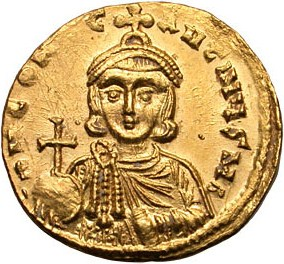
콘스탄티노스 5세

콘스탄티노스 5세 코프로니모스(그리스어: Κωνσταντίνος Ε' ο Κοπρώνυμος ή Καβαλίνος, 718년 - 775년 9월 14일)는 741년 동로마 제국 황제가 되었으나 아르타바스도스의 반란으로 퇴위되었다가 743년 다시 권좌에 복귀하여 775년 죽을 때까지 통치했다. 코프로니모스(Κοπρώνυμος)라는 별칭은 똥싸개라는 뜻으로 그의 성상 파괴 운동의 반대자들이 그를 경멸적으로 불렀던 이름이다. 이것은 그가 세례성사 때 제단에서 똥을 쌌다 해서 그렇게 전해진다.

## 생애

### 제위와 반란, 복위
콘스탄티노스는 레온 3세의 아들로 720년 두 살의 나이로 아버지와 공동황제로 임명되었다. 741년 아버지가 죽자 단독 황제가 되었다. 그러나 즉위하자마자 그는 자신의 매형이자 아르메니아콘 테마의 스트라테고스인 아르타바스도스의 반란으로 제위에서 쫓겨났다. 콘스탄티노스는 아버지의 영향이 강력한 아모리움으로 피신하여 성상파괴론자였던 그곳 주민들의 환영을 받고 힘을 키웠다. 743년 콘스탄티누스는 다시 제위를 회복하기 위해 콘스탄티노폴리스로 진격하여 아르타바스두스를 물리치고 11월 2일 다시 제위에 올랐다.

### 성상 파괴
아르타바스도스와 그의 두 아들은 눈알을 뽑힌 뒤 폐위되었고 그의 지지자들은 처형당했다. 콘스탄티노플 총대주교 아나스타시오스는 모욕을 당했지만 쫓겨나지는 않았다. 제위에 복귀한 콘스탄티노스는 거의 병적으로 성상 파괴를 지시했고 성상 옹호론자들을 대대적으로 탄압했다. 그러나 수도 콘스탄티노폴리스를 제외한 다른 교구들은 여전히 성상에 대해 옹호적이었기 때문에 그는 신중히 성상파괴운동을 벌였고 754년 보스포루스 해협의 아시아 쪽 해안에 위치한 히에라 궁전에서 콘스탄티노폴리스 교구만 참석한 공의회를 열어 성상 파괴의 교리를 정하고 주요 성상 옹호자를 파문했으며 수도원 자체를 탄압했다. 당시 수도원은 지나치게 비대해져서 동로마 제국의 국력을 많이 소모시키고 있었다.

### 군사적 업적
콘스탄티노스는 성상 파괴로 인해 그의 군사적 업적은 많이 가려져있다. 746년 콘스탄티노스는 시리아 북부를 침공하여 단성론을 지지하는 그곳 주민들을 트라키아로 대거 이주시켰다. 이듬해에는 아랍 제국의 함대를 그리스 화약에 힘입어 격파했고 아르메니아와 메소포타미아에서도 아랍 군대를 상대로 승리를 거두었다. 당시 아랍은 우마이야 왕조가 멸망하고 바그다드의 압바스 왕조로 바뀌는 상황이었기 때문에 콘스탄티노스는 수도에 인접한 발칸반도에 집중할 수 있었다.
제국의 서방에는 성상파괴로 인한 로마 교회와 갈등으로 인해 이탈리아에 침입한 롬바르드족의 침입을 막을 수 없었고 막으려고 하지도 않았다. 동로마 제국의 이탈리아에 대한 영향력이 이렇게 약화되자 교황 스테파노 2세는 754년 프랑크 왕국의 단신왕 피핀과 손잡았다.
756년 불가르족은 대대적으로 제국을 침공해 왔고 이 때부터는 거의 매년 제국을 침공했다. 콘스탄티노스는 직접 9차례나 원정을 나서 763년 대승을 거두었다. 773년과 775년에도 대규모 전투가 벌어졌는데 775년 8월 그는 원정길에서 부상으로 후퇴해야 했고 9월 14일 수도로 돌아와서 죽었다.

## 같이 보기
- 성상파괴운동

| 전임 레온 3세 (717 - 741) | 동로마 제국의 황제 첫 번째 재위기간 741년 | 후임 아르타바스도스 (741 - 743) |

| 전임 아르타바스두스 (741 - 743) | 동로마 제국의 황제 두 번째 재위기간 743년 - 775년 | 후임 레온 4세 (775 - 780) |